# St. Johannes (Borken)

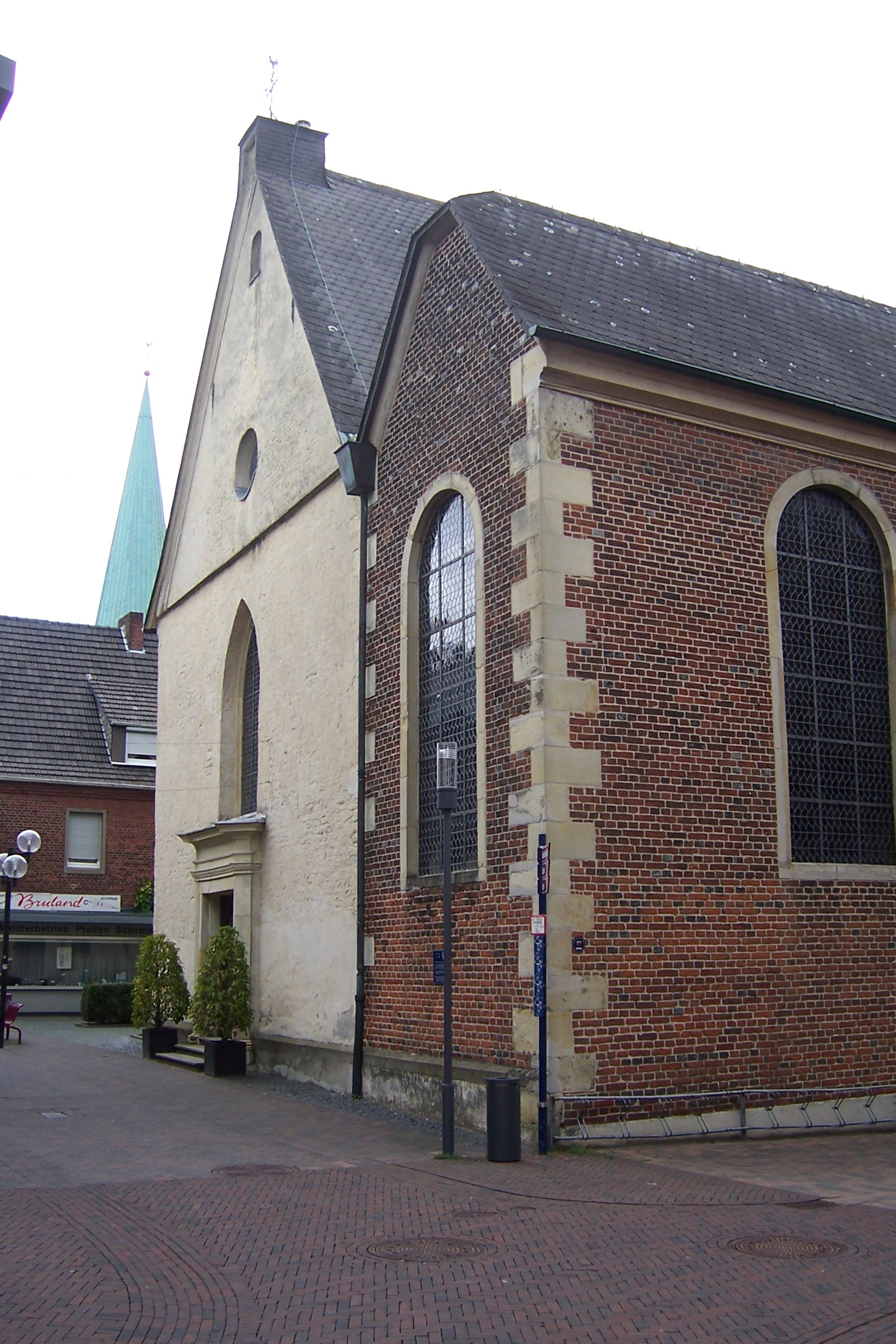
Ansicht der St.-Johannes-Kirche von Süd-Westen.

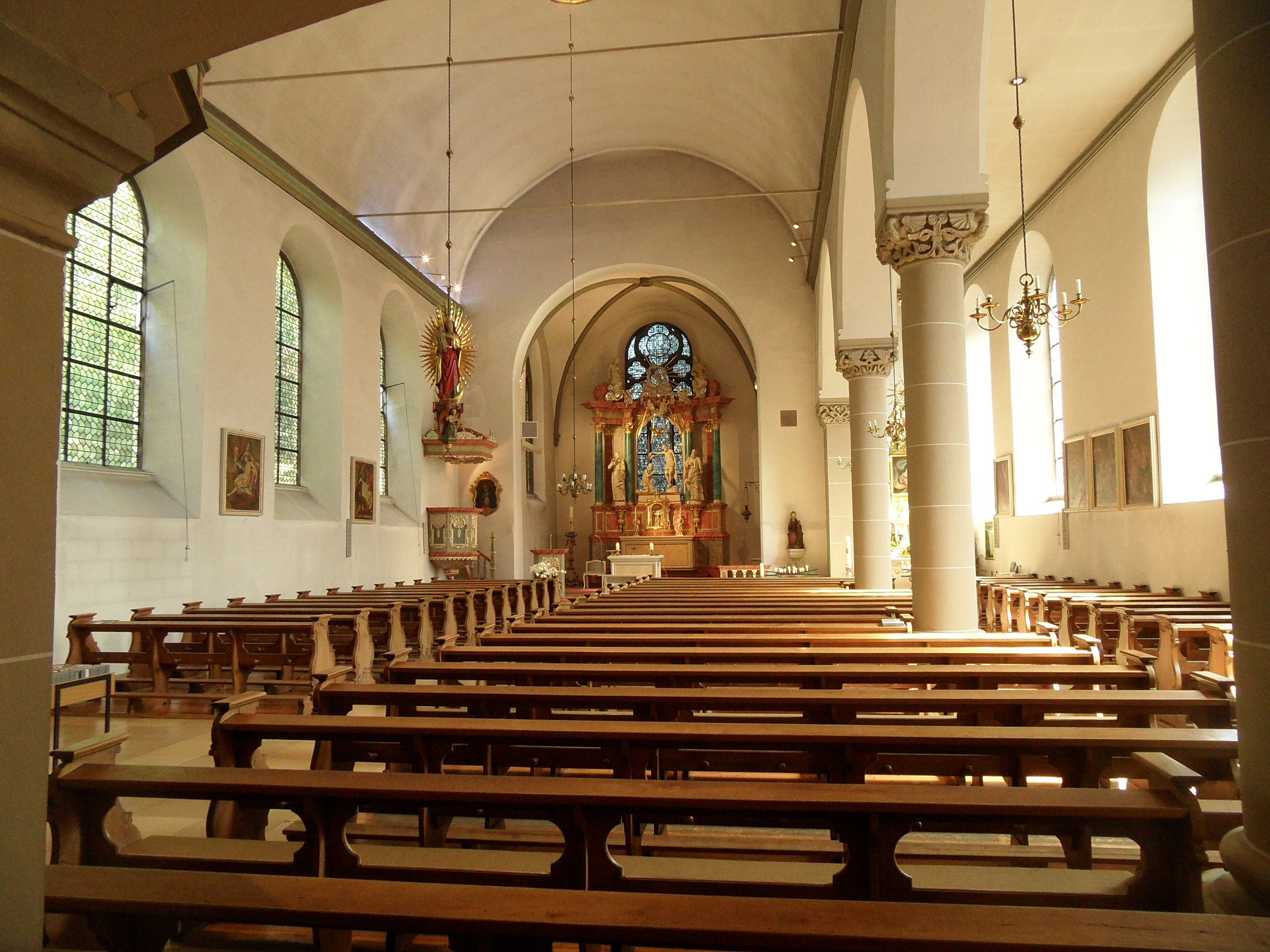
Blick durch das Kirchenschiff

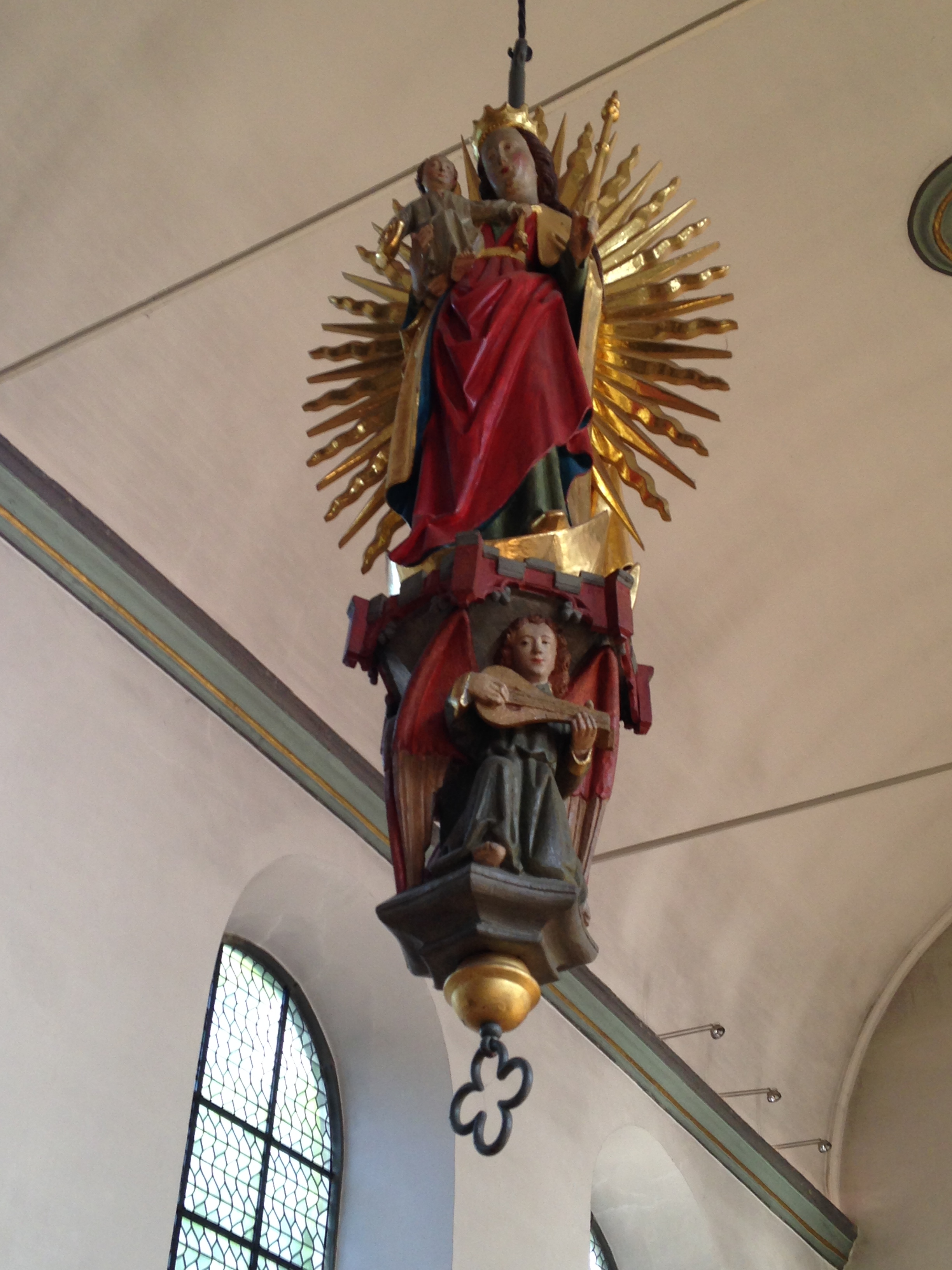
Strahlenmadonna

Die Johanneskirche ist eine Filialkirche der Kirchengemeinde St. Remigius in Borken und wird daher im Volksmund auch „Kleine Kirche“ genannt. Sie liegt im Stadtzentrum an der Johanniterstraße, Ecke Kapuzinerstraße. 

## Geschichtliche Entwicklung
Die Kirche war Teil einer heute nicht mehr existierenden Klosteranlage. Sie geht zurück auf eine ursprünglich um das Jahr 1200 errichtete Ludgeruskapelle, die 1202 durch den Ritter Werenzo von Lohn mit Einkünften ausgestattet und durch Fürstbischof Hermann II. von Katzenelnbogen geweiht wurde. Gleichzeitig wurde sie zur Filialkirche der Borkener Pfarrkirche St. Remigius erhoben. 1263 übertrugen Bernhard Werenzo und sein Bruder Gerhard von Lohn die Kirche an den Johanniterorden. Die Johanniter behielten das Eigentumsrecht bis 1658, als sie die Kirche an die seit 1629 in Borken ansässigen Kapuziner übergaben.
Die Kapuziner ließen die Kirche 1696 abreißen und errichteten auf ihren Fundamenten einen zunächst einschiffigen Kirchenbau im barocken Stil. 
Im Jahr 1753 wurde der Borkener Scholaster Jodocus Hermann Nünning in der Kirche beigesetzt.

1777 wurde die Kirche durch einen Kapellenanbau (Seitenschiff) an der Südseite erweitert. Der Anbau war vom Kirchenschiff durch eine Wand abgetrennt und diente als selbständige Anbetungskapelle, ausgestattet mit einem Gnadenbild der „Mutter vom Guten Rate“.

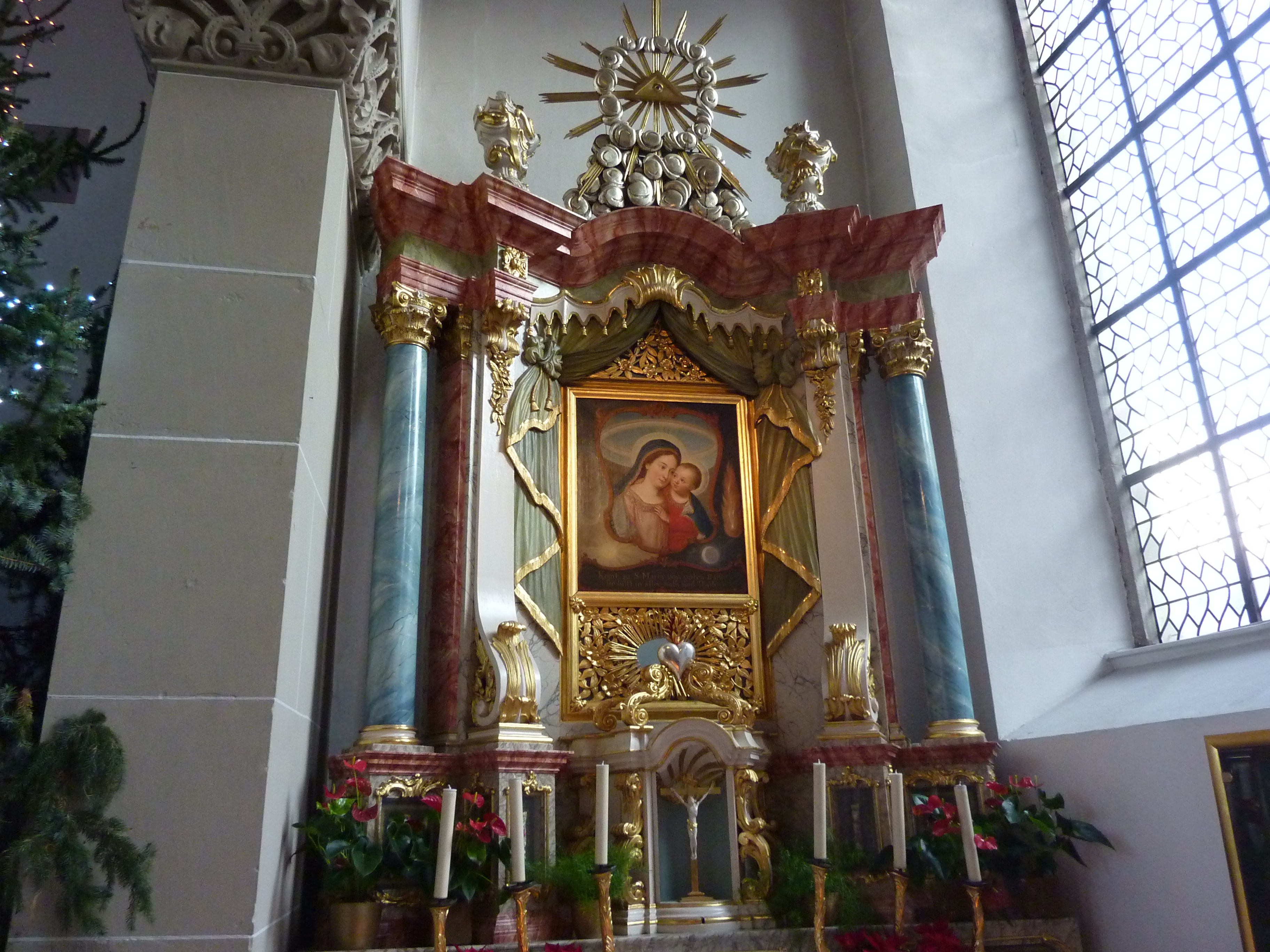
Johanneskirche Borken, Mutter vom guten Rat

Infolge der Säkularisation ging die Klosteranlage im Jahr 1803 in den Besitz des Fürstentums Salm über. 1810 wurde das Kloster aufgehoben, Kirche und Klosteranlage dienten nun als Magazine bzw. wenig später als Kaserne des preußischen Landwehrbataillons.
Seit 1819 ist die Kirche wieder in gottesdienstlichem Gebrauch. Die Pfarrgemeinde erwarb das Kirchengebäude 1857 vom preußischen Staat, erweiterte die Kirche in den Jahren 1887 bis 1897 um den Chorraum und stattete die Kirche im neugotischen Stil aus. Nach Entfernung der Trennwand zwischen Kirchen- und seitlichem Kapellenschiff blieb der Kirchbau unverändert. Nach starken Beschädigungen durch Bombentreffer im Jahr 1945 wurde die Kirche in den Jahren 1954 bis 1957 renoviert und der barocke Charakter wiederhergestellt. Das Türmchen enthält 2 kleine Läuteglocken.

## Ausstattung
- Strahlenmadonna
- Hochaltar
- Seitenaltar mit Gnadenbild
- Barock-Kanzel

## Orgeln

### Hauptorgel

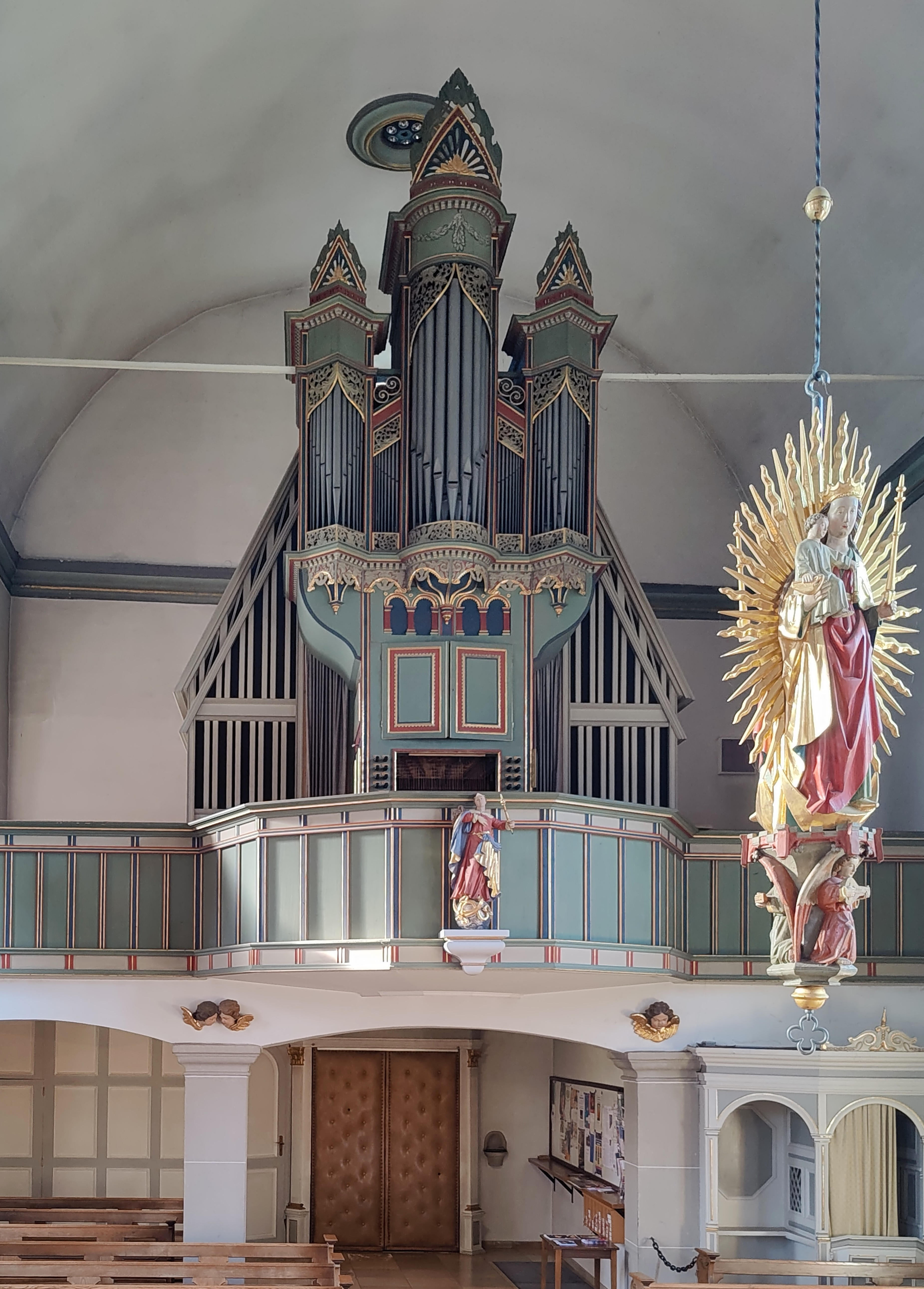
Blick auf die Hauptorgel

Auf der Westempore steht eine Orgel, die um 1600 erbaut wurde. Der Erbauer ist unbekannt. Die Orgel war ursprünglich für die Georgs-Kommende des Deutschen Ritterordens in Münster bestimmt. 
1956 erwarb die Gemeinde das Instrument. Es wurde durch die Orgelbauwerkstatt Paul Ott aus Göttingen restauriert. Das ursprüngliche, zwischenzeitlich veränderte Obergehäuse und die Hauptwerkslade wurden wiederhergestellt. Die Disposition des Hauptwerkes blieb unverändert in dem Zustand, den es seit etwa 1750 hatte. Auf eine unbesetzte Schleife wurde lediglich als zusätzliches Zungenregister das Fagott eingebaut. Das Untergehäuse wurde ergänzt und mit einem neuen Brustwerk ausgestattet. Mit Rücksicht auf die gottesdienstliche Nutzung erhielt die Orgel ein selbständiges Pedalwerk. 
Das Gehäuse ist insgesamt schlank gebaut. Über dem Spieltisch befindet sich das Brustwerk mit seinen Flügeltüren. Oberhalb befinden sich die drei Pfeifentürme, in dem sich die Register des Hauptwerkes befinden. Die Pfeifentürme sind im Renaissance-Stil ausgestattet. Die Register des Pedalwerkes befinden sich in den schlichten, seitlich an das historische Gehäuse angefügten Anbauten. Das rein mechanische Instrument hat 23 Register.
| II Hauptwerk C–f3 |                |        |
| 1.                | Praestant      | 08′    |
| 2.                | Rohrflöte      | 08′    |
| 3.                | Oktav          | 04′    |
| 4.                | Rohrflöte      | 04′    |
| 5.                | Quinte         | 02 ⁄3′ |
| 6.                | Oktave         | 02′    |
| 7.                | Mixtur IV–VI 0 | 01 ⁄3′ |
| 8.                | Fagott         | 16′    |
| 9.                | Trompete       | 08′    |
|                   | Tremulant      |        |

| I Brustwerk C–f3 |               |        |
| 10.              | Holzgedackt 0 | 8′     |
| 11.              | Blockflöte    | 4′     |
| 12.              | Prinzipal     | 2′     |
| 13.              | Terz          | 1 3⁄5′ |
| 14.              | Quinte        | 1 ⁄3′  |
| 15.              | Oktave        | 1′     |
| 16.              | Zimbel III    | 1⁄2′   |
| 17.              | Regal         | 8′     |
|                  | Tremulant     |        |

| Pedalwerk C–d1 |                   |        |
| 18.            | Subbaß            | 16′    |
| 19.            | Quintade          | 04′    |
| 20.            | Rauschpfeife II 0 | 02 ⁄3′ |
| 21.            | Trompete          | 16′    |
| 22.            | Trompete          | 08′    |
| 23.            | Schalmei          | 04′    |

- Koppeln: I/II, I/P, II/P

### Mutin-Orgel
Seit 2010 befindet sich in der Johanneskirche eine zweite Orgel. Das Instrument stammt aus der Orgelbauwerkstatt Charles Mutin, Schüler und Nachfolger des bekannten Orgelbauers Aristide Cavaillé-Coll. Das Instrument ist im Jahr 1924 für das Theater in Marseille erbaut worden, und wurde ab 1966 in der katholischen Kirche Sankt Peter und Paul in Roquebrune-sur-Argens an der Côte d’Azur als Kircheninstrument genutzt. Interessanterweise befindet sich in dieser Kirche nun eine Orgel aus der profanierten Borkener St.-Josefs-Kirche, die 1966 von dem Orgelbauer Franz Breil mit 20 Registern und zwei Manualen und Pedal erbaut worden war. Nach der Profanierung der St.-Josefs-Kirche wurde die Orgel nach Roquebrune verkauft und dort in einem neuen Gehäuse wieder aufgestellt.
Das rein mechanische Instrument hat 9 Register. Alle Register stehen in einem schwellbaren Gehäuse. Da die Orgel im Theater versteckt aufgebaut war, verzichtete man – wie bei Theaterorgeln üblich – auf einen Prospekt.
| I Hauptwerk C–g3 |                    |       |
| 1.               | Montre             | 8′    |
| 2.               | Flute harmonique 0 | 8′    |
| 3.               | Prestant           | 4′    |
| 4.               | Quinte             | 2 ⁄3′ |

| II Nebenwerk C–g3 |                    |    |
| 5.                | Cor de Nuit        | 8′ |
| 6.                | Gambe              | 8′ |
| 7.                | Flute octaviante 0 | 4′ |
| 8.                | Trompette          | 8′ |

| Pedal C–f1 |            |     |
| 9.         | Soubasse 0 | 16′ |

- Koppeln: II/I, I/P, II/P
- Anmerkung

1. ↑  Disposition der Orgel in Borken: Hauptwerk: Prinzipal 8’, Spillflöte 8’, Oktave 4’, Rohrflöte 4’, Oktave 2’ Mixtur VI, Dulcian 16’, Trompete 8’, Tremulant; Rückpositiv: Gedackt 8’, Prinzipal 4’, Blockflöte 4’, Koppelflöte 2’, Sifflöte 1 1⁄3’, Scharf IV, Schalmei 8’, Tremulant; Pedal: Subbass 16’, Prinzipal 8’ Nachthorn-Gedackt 4’, Hintersatz IV, Posaune 16’.